# Deep Purple (албум)
Deep Purple е третият студиен албум на британската хардрок група Дийп Пърпъл, издаден през 1969 г. от Harvest Records и Tetragrammaton (съответно във Великобритания и САЩ). Това е последният албум на групата записан от оригиналния състав.
За обложката на албума е избрана творбата на ватиканския художник Йеронимус Бош „Градината на земните удоволствия“. Първоначално, тя трябвало да бъде цветна, но поради повреда в принтера излиза черно-бяла. Въпреки това групата решава да я остави така.

### Оригинално издание
- „Chasing Shadows“ (Джон Лорд, Иън Пейс) – 5:34
- „Blind“ (Лорд) – 5:26
- „Lalena“ (Донован) – 5:05
- „Fault Line“ (Лорд, Ричи Блекмор, Пейс, Ник Симпър) – 1:46
- „The Painter“ (Лорд, Блекмор, Род Евънс, Пейс, Симпър) – 3:51
- „Why Didn't Rosemary?“ (Блекмор, Лорд, Евънс, Симпър, Пейс) – 5:04
- „Bird Has Flown“ (Евънс, Блекмор, Лорд) – 5:36
- „April“ (Блекмор, Лорд) – 12:10

### Бонус песни на пре-издадения диск
- „The Bird Has Flown“ (алтернативна версия) – 2:54
- „Emmaretta“ (В-страна) (Евънс, Блекмор, Лорд) – 3:00
- „Emmaretta“ (BBC Top Gear session 14/1/69) – 3:09
- „Lalena“ (BBC радио версия 24/6/69) – 3:33
- „The Painter“ (BBC радио версия 24/6/69) – 2:18

## Състав
- Ричи Блекмор – китара
- Род Евънс – вокал
- Джон Лорд – орган, клавишни, беквокали
- Иън Пейс – барабани
- Ник Симпър – бас, беквокали